# David Brazier
David Brazier ist ein ehemaliger englischer Squashspieler.

## Karriere
David Brazier war in den 1960er-Jahren als Squashspieler aktiv. Mit der britischen Nationalmannschaft nahm er 1967 an der Weltmeisterschaft teil und belegte mit dieser den zweiten Platz hinter Australien, womit er gemeinsam mit Jonah Barrington, Mike Corby und Peter Stokes Vizeweltmeister wurde. Er bestritt zwei Begegnungen und gewann beide Partien. Ein Jahr zuvor war Brazier bei den British Open in der ersten Runde ausgeschieden, 1968 erreichte er das Viertelfinale.

## Erfolge
- Vizeweltmeister mit der Mannschaft: 1967